# I liga brazylijska w piłce nożnej (1994)
Brazylia 1994
Mistrzem Brazylii został klub SE Palmeiras, natomiast wicemistrzem Brazylii – klub SC Corinthians Paulista.
Do Copa Libertadores w roku 1995 zakwalifikowały się następujące kluby:
- SE Palmeiras (mistrz Brazylii)
- Grêmio Porto Alegre (zwycięzca Copa do Brasil)

Do Copa CONMEBOL w roku 1995 zakwalifikowały się następujące kluby:
- Ceará SC (finalista Copa do Brasil)
- SC Corinthians Paulista (wicemistrz Brazylii)
- Guarani FC (3. miejsce)
- Atlético Mineiro (4. miejsce)

Dwa najsłabsze kluby spadły do drugiej ligi (Campeonato Brasileiro Série B)
- Clube do Remo
- Náutico

Do pierwszej ligi awansowały dwa najlepsze kluby drugiej ligi:
- EC Juventude (mistrz drugiej ligi)
- Goiás EC (wicemistrz drugiej ligi)

## Campeonato Brasileiro Série A – sezon 1994

### Pierwszy etap
Liga podzielona została na 4 grupy po 6 drużyn – z każdej grupy do następnego etapu awansowały 4 kluby.

#### Kolejka 1
Grupa A
| Data             | Mecz                                                                   |
| ---------------- | ---------------------------------------------------------------------- |
| 13 sierpnia 1994 | Criciúma – SC Corinthians Paulista 1:1 Mauricinho – Marcelinho Carioca |
| 13 sierpnia 1994 | Sport Recife – CR Flamengo 1:1 Fábio – Nélio                           |
| 14 sierpnia 1994 | CA Bragantino – Grêmio Porto Alegre 0:0                                |

Grupa B
| Data             | Mecz                                     |
| ---------------- | ---------------------------------------- |
| 14 sierpnia 1994 | Paysandu SC – São Paulo 0:0              |
| 14 sierpnia 1994 | Botafogo FR – EC Vitória 1:1 Túlio – Dão |
| 14 sierpnia 1994 | Atlético Mineiro – Portuguesa 0:0        |

Grupa C
| Data             | Mecz                                             |
| ---------------- | ------------------------------------------------ |
| 14 sierpnia 1994 | EC Bahia – CR Vasco da Gama 0:0                  |
| 14 sierpnia 1994 | Santos FC – Clube do Remo 1:0 Paulinho Kobayashi |
| 14 sierpnia 1994 | Guarani FC – Cruzeiro EC 2:0 Djalminha (2)       |

Grupa D
| Data             | Mecz                                                                |
| ---------------- | ------------------------------------------------------------------- |
| 14 sierpnia 1994 | SE Palmeiras – Paraná Clube 4:1 Evair (2), Zinho, Cléber – Adoílson |
| 14 sierpnia 1994 | Fluminense FC – Náutico 3:1 Ézio (2), Joãozinho – Naílson           |
| 14 sierpnia 1994 | SC Internacional – União São João EC 2:0 Caio Júnior (2)            |

#### Kolejka 2
Grupa A
| Data             | Mecz                                                           |
| ---------------- | -------------------------------------------------------------- |
| 17 sierpnia 1994 | CR Flamengo – CA Bragantino 2:1 Nélio, Magno – Índio s         |
| 17 sierpnia 1994 | Grêmio Porto Alegre – Criciúma 2:1 Carlos Miguel (2) – Betinho |
| 17 sierpnia 1994 | SC Corinthians Paulista – Sport Recife 1:1 Branco – Fábio      |

Grupa B
| Data             | Mecz                                     |
| ---------------- | ---------------------------------------- |
| 17 sierpnia 1994 | Portuguesa – Botafogo FR 0:0             |
| 18 sierpnia 1994 | São Paulo – Atlético Mineiro 1:0 Juninho |
| 18 sierpnia 1994 | EC Vitória – Paysandu SC 0:1 Mirandinha  |

Grupa C
| Data             | Mecz                                                             |
| ---------------- | ---------------------------------------------------------------- |
| 17 sierpnia 1994 | CR Vasco da Gama – Guarani FC 3:1 França (2), Valmir s – Fabinho |
| 17 sierpnia 1994 | Cruzeiro EC – Santos FC 0:0                                      |
| 17 sierpnia 1994 | Clube do Remo – EC Bahia 1:1 Alencar – Ronald                    |

Grupa D
| Data             | Mecz                                                          |
| ---------------- | ------------------------------------------------------------- |
| 17 sierpnia 1994 | União São João EC – Fluminense FC 1:0 Esquerdinha             |
| 17 sierpnia 1994 | Náutico – SE Palmeiras 1:3 Neridal – Edmundo, Maurílio, Evair |
| 17 sierpnia 1994 | Paraná Clube – SC Internacional 1:1 Saulo – Nando             |

#### Kolejka 3
Grupa A
| Data             | Mecz                                                                                                |
| ---------------- | --------------------------------------------------------------------------------------------------- |
| 21 sierpnia 1994 | SC Corinthians Paulista – Grêmio Porto Alegre 2:2 Viola, Marco Antônio Boiadeiro – Luciano, Agnaldo |
| 21 sierpnia 1994 | Criciúma – CR Flamengo 1:1 Betinho – Sávio                                                          |
| 21 sierpnia 1994 | CA Bragantino – Sport Recife 0:1 Fábio                                                              |

Grupa B
| Data             | Mecz                                                                        |
| ---------------- | --------------------------------------------------------------------------- |
| 20 sierpnia 1994 | Botafogo FR – São Paulo 4:0 Túlio (3), Rogério                              |
| 21 sierpnia 1994 | Atlético Mineiro – Paysandu SC 1:3 Reinaldo – Édson Santos, Marcos, Roberto |
| 21 sierpnia 1994 | Portuguesa – EC Vitória 1:0 Cosminho                                        |

Grupa C
| Data             | Mecz                                                   |
| ---------------- | ------------------------------------------------------ |
| 20 sierpnia 2004 | Santos FC – CR Vasco da Gama 2:0 Guga, Gallo           |
| 21 sierpnia 2004 | EC Bahia – Guarani FC 0:2 Júlio César, Amoroso         |
| 21 sierpnia 2004 | Clube do Remo – Cruzeiro EC 2:1 Wãnder, Almir – Nonato |

Grupa D
| Data             | Mecz                                                   |
| ---------------- | ------------------------------------------------------ |
| 21 sierpnia 1994 | SC Internacional – SE Palmeiras 0:2 Edmundo, Rivaldo   |
| 21 sierpnia 1994 | Fluminense FC – Paraná Clube 2:1 Djair, Wélton – Tadeu |
| 21 sierpnia 1994 | Náutico – União São João EC 0:1 Alexandre              |

#### Kolejka 4
Grupa A
| Data             | Mecz                                                           |
| ---------------- | -------------------------------------------------------------- |
| 24 sierpnia 1994 | Grêmio Porto Alegre – CR Flamengo 2:0 Carlos Miguel, Carlinhos |
| 24 sierpnia 1994 | CA Bragantino – SC Corinthians Paulista 0:1 Marcelinho Carioca |
| 24 sierpnia 1994 | Sport Recife – Criciúma 1:1 Juninho – Miranda                  |

Grupa B
| Data             | Mecz                                                                       |
| ---------------- | -------------------------------------------------------------------------- |
| 24 sierpnia 1994 | Paysandu SC – Portuguesa 0:0                                               |
| 24 sierpnia 1994 | Botafogo FR – Atlético Mineiro 2:1 Róbson, Juninho – Paulo Roberto Prestes |
| 7 września 1994  | EC Vitória – São Paulo 1:1 Giuliano – Júnior Baiano                        |

Grupa C
| Data             | Mecz                                                              |
| ---------------- | ----------------------------------------------------------------- |
| 24 sierpnia 1994 | Cruzeiro EC – CR Vasco da Gama 1:1 Toninho Cerezo – Célio Lúcio s |
| 24 sierpnia 1994 | Guarani FC – Clube do Remo 1:0 Djalminha                          |
| 24 sierpnia 1994 | Santos FC – EC Bahia 3:0 Macedo, Paulinho Kobayashi, Silva        |

Grupa D
| Data             | Mecz                                                                                  |
| ---------------- | ------------------------------------------------------------------------------------- |
| 24 sierpnia 1994 | Fluminense FC – SC Internacional 2:1 Wélton, Ézio – Daniel Frasson                    |
| 24 sierpnia 1994 | SE Palmeiras – União São João EC 5:1 Rivaldo (2), Edmundo, Zinho, Evair – Esquerdinha |
| 25 sierpnia 1994 | Paraná Clube – Náutico 1:1 João Antônio – Denílson s                                  |

#### Kolejka 5
Grupa A
| Data             | Mecz                                                                                           |
| ---------------- | ---------------------------------------------------------------------------------------------- |
| 28 sierpnia 1994 | Criciúma – CA Bragantino 1:1 Betinho – Maurinho                                                |
| 28 sierpnia 1994 | Sport Recife – Grêmio Porto Alegre 0:1 Carlos Miguel                                           |
| 28 sierpnia 1994 | CR Flamengo – SC Corinthians Paulista 5:2 Magno (3), Marcos Adriano, Sávio – Henrique, Marques |

Grupa B
| Data             | Mecz                                                            |
| ---------------- | --------------------------------------------------------------- |
| 28 sierpnia 1994 | Paysandu SC – Botafogo FR 2:0 Mirandinha (2)                    |
| 28 sierpnia 1994 | São Paulo – Portuguesa 2:0 Aílton, Caio                         |
| 28 sierpnia 1994 | Atlético Mineiro – EC Vitória 3:1 Valdir (2), Zé Carlos – Ricky |

Grupa C
| Data             | Mecz                                                               |
| ---------------- | ------------------------------------------------------------------ |
| 27 sierpnia 1994 | Guarani FC – Santos FC 4:0 Luizão (2), Amoroso (2)                 |
| 28 sierpnia 1994 | CR Vasco da Gama – Clube do Remo 3:0 Valdir, Ricardo Rocha, França |
| 28 sierpnia 1994 | EC Bahia – Cruzeiro EC 2:1 Raudinei, Paulo Emílio – Jean Carlo     |

Grupa D
| Data             | Mecz                                                           |
| ---------------- | -------------------------------------------------------------- |
| 27 sierpnia 1994 | SE Palmeiras – Fluminense FC 1:0 Evair                         |
| 28 sierpnia 1994 | União São João EC – Paraná Clube 1:2 Sânder – Claudinho, Tadeu |
| 28 sierpnia 1994 | SC Internacional – Náutico 5:0 Dinei (3), Ânderson, Nando      |

#### Kolejka 6
Grupa A
| Data             | Mecz |
| ---------------- | --- |
| 31 sierpnia 1994 | SC Corinthians Paulista – CA Bragantino 6:1 Branco, Paulo Roberto Costa, Marques, Marco Antônio Boiadeiro, Souza, Casagrande – Nando |
| 31 sierpnia 1994 | CR Flamengo – Grêmio Porto Alegre 2:2 Sávio, Nélio – Osias, Carlos Miguel                                                            |
| 1 września 1994  | Criciúma – Sport Recife 5:0 Miranda, Soares, Gilvan, Betinho, Daniel                                                                 |

Grupa B
| Data             | Mecz                                                           |
| ---------------- | -------------------------------------------------------------- |
| 31 sierpnia 1994 | Atlético Mineiro – Botafogo FR 0:2 Túlio (2)                   |
| 1 września 1994  | São Paulo – EC Vitória 2:2 Caio (2) – Roberto Cavalo, Ricky    |
| 1 września 1994  | Portuguesa – Paysandu SC 3:1 Paulinho (2), Aritana – Chiquinho |

Grupa C
| Data             | Mecz                                              |
| ---------------- | ------------------------------------------------- |
| 31 sierpnia 1994 | CR Vasco da Gama – Cruzeiro EC 1:0 Jardel         |
| 31 sierpnia 1994 | EC Bahia – Santos FC 2:1 Marcelo, Raudinei – Neto |
| 31 sierpnia 1994 | Clube do Remo – Guarani FC 0:2 Amoroso (2)        |

Grupa D
| Data             | Mecz                                                                          |
| ---------------- | ----------------------------------------------------------------------------- |
| 31 sierpnia 1994 | SC Internacional – Fluminense FC 3:0 Mazinho Loiola, Argel, Luís Carlos Winck |
| 1 września 1994  | Náutico – Paraná Clube 0:0                                                    |
| 7 września 1994  | União São João EC – SE Palmeiras 0:1 Fabinho s                                |

#### Kolejka 7
Grupa A
| Data            | Mecz                                                     |
| --------------- | -------------------------------------------------------- |
| 3 września 1994 | SC Corinthians Paulista – CR Flamengo 1:0 Souza          |
| 4 września 1994 | Grêmio Porto Alegre – Sport Recife 1:1 Émerson – Marcelo |
| 7 września 1994 | CA Bragantino – Criciúma 1:0 Maurinho                    |

Grupa B
| Data            | Mecz                                                                                              |
| --------------- | ------------------------------------------------------------------------------------------------- |
| 4 września 1994 | Botafogo FR – Paysandu SC 5:2 Túlio (2), Moisés, Mauricinho, Wílson Gottardo – Antônio Carlos (2) |
| 4 września 1994 | EC Vitória – Atlético Mineiro 1:1 Fabinho – Renato Gaúcho                                         |
| 4 września 1994 | Portuguesa – São Paulo 0:0                                                                        |

Grupa C
| Data            | Mecz                                                      |
| --------------- | --------------------------------------------------------- |
| 4 września 1994 | Cruzeiro EC – EC Bahia 2:1 Weberth, Mário Tilico – Ronald |
| 4 września 1994 | Santos FC – Guarani FC 1:0 Paulinho Kobayashi             |
| 4 września 1994 | Clube do Remo – CR Vasco da Gama 0:1 Jardel               |

Grupa D
| Data            | Mecz                                                         |
| --------------- | ------------------------------------------------------------ |
| 3 września 1994 | Fluminense FC – SE Palmeiras 1:1 Luís Antônio – Edmundo      |
| 4 września 1994 | Paraná Clube – União São João EC 2:1 Tadeu, Claudinho – Alex |
| 7 września 1994 | Náutico – SC Internacional 1:1 Catende – Dinei               |

#### Kolejka 8
Grupa A
| Data             | Mecz                                                                    |
| ---------------- | ----------------------------------------------------------------------- |
| 10 września 1994 | Grêmio Porto Alegre – SC Corinthians Paulista 0:1 Marcelinho Carioca    |
| 11 września 1994 | CR Flamengo – Criciúma 1:1 Nélio – Paulo da Pinta                       |
| 11 września 1994 | Sport Recife – CA Bragantino 4:3 Marcelo (3), Zinho – Nando (2), Júnior |

Grupa B
| Data             | Mecz                                                                     |
| ---------------- | ------------------------------------------------------------------------ |
| 7 września 1994  | Paysandu SC – Atlético Mineiro 0:2 Reinaldo, Renato Gaúcho               |
| 10 września 1994 | São Paulo – Botafogo FR 4:1 Euller, Caio, Júnior Baiano, Aílton – Nélson |
| 11 września 1994 | EC Vitória – Portuguesa 0:0                                              |

Grupa C
| Data             | Mecz                                             |
| ---------------- | ------------------------------------------------ |
| 7 września 1994  | Guarani FC – EC Bahia 1:1 Júlio César – Raudinei |
| 11 września 1994 | CR Vasco da Gama – Santos FC 0:0                 |
| 11 września 1994 | Cruzeiro EC – Clube do Remo 0:1 Helinho          |

Grupa D
| Data              | Mecz                                                                            |
| ----------------- | ------------------------------------------------------------------------------- |
| 11 września 1994  | SE Palmeiras – SC Internacional 1:0 Flávio Conceição                            |
| 11 września 1994  | Paraná Clube – Fluminense FC 2:3 João Antônio, Gílson Batata – Ézio (2), Wélton |
| 15 listopada 1994 | União São João EC – Náutico 0:0                                                 |

#### Kolejka 9
Grupa A
| Data             | Mecz                                                   |
| ---------------- | ------------------------------------------------------ |
| 18 września 1994 | Sport Recife – SC Corinthians Paulista 2:0 Marcelo (2) |
| 18 września 1994 | CA Bragantino – CR Flamengo 0:1 Sávio                  |
| 18 września 1994 | Criciúma – Grêmio Porto Alegre 1:0 Betinho             |

Grupa B
| Data             | Mecz                                                                  |
| ---------------- | --------------------------------------------------------------------- |
| 17 września 1994 | Atlético Mineiro – São Paulo 0:0                                      |
| 18 września 1994 | Botafogo FR – Portuguesa 1:0 Túlio                                    |
| 18 września 1994 | Paysandu SC – EC Vitória 3:1 Antônio Carlos (2), Augusto – Gil Baiano |

Grupa C
| Data             | Mecz                                                              |
| ---------------- | ----------------------------------------------------------------- |
| 14 września 1994 | EC Bahia – Clube do Remo 1:0 Marcelo                              |
| 17 września 1994 | Guarani FC – CR Vasco da Gama 2:1 Amoroso, Fábio Augusto – Valdir |
| 18 września 1994 | Santos FC – Cruzeiro EC 4:1 Macedo (2), Ranielli, Guga – Cleisson |

Grupa D
| Data             | Mecz                                                                          |
| ---------------- | ----------------------------------------------------------------------------- |
| 18 września 1994 | SE Palmeiras – Náutico 4:1 Rivaldo (2), Evair, Edmundo – Alex                 |
| 18 września 1994 | SC Internacional – Paraná Clube 1:3 Nando – Carlos Alberto Dias (2), Adoílson |
| 18 września 1994 | Fluminense FC – União São João EC 2:2 Djair, Ézio – Vágner, Israel            |

#### Kolejka 10
Grupa A
| Data             | Mecz                                                                                     |
| ---------------- | ---------------------------------------------------------------------------------------- |
| 25 września 1994 | SC Corinthians Paulista – Criciúma 3:2 Viola, Casagrande, Henrique – Jairo Lenzi, Sandro |
| 25 września 1994 | CR Flamengo – Sport Recife 3:0 Sávio (3)                                                 |
| 25 września 1994 | Grêmio Porto Alegre – CA Bragantino 2:1 Agnaldo, Carlinhos – Sílvio                      |

Grupa B
| Data             | Mecz                                              |
| ---------------- | ------------------------------------------------- |
| 24 września 1994 | São Paulo – Paysandu SC 1:2 Caio – Mirandinha (2) |
| 25 września 1994 | EC Vitória – Botafogo FR 2:0 Dão, Everaldo        |
| 25 września 1994 | Portuguesa – Atlético Mineiro 0:0                 |

Grupa C
| Data             | Mecz                                                                              |
| ---------------- | --------------------------------------------------------------------------------- |
| 25 września 1994 | CR Vasco da Gama – EC Bahia 2:3 Vítor, Hernande – Ronald, Marcelo, Zé Roberto     |
| 25 września 1994 | Clube do Remo – Santos FC 1:4 Chicão – Macedo, Ranielli, Paulinho Kobayashi, Guga |
| 25 września 1994 | Cruzeiro EC – Guarani FC 1:2 Edenílson – Amoroso, Luizão                          |

Grupa D
| Data             | Mecz |
| ---------------- | --- |
| 24 września 1994 | Paraná Clube – SE Palmeiras 2:4 João Antônio, Antônio Carlos s – Flávio Conceição, Evair, Edmundo, Maurílio |
| 24 września 1994 | Náutico – Fluminense FC 2:1 Alex (2) – Ézio                                                                 |
| 24 września 1994 | União São João EC – SC Internacional 3:0 Cláudio Moura (2), Marcelo Conti                                   |

#### Tabele
Grupa A
| Poz | Klub                    | Mecze | Zw | Rem | Por | Pkt | BrZd | BrStr |
| --- | ----------------------- | ----- | -- | --- | --- | --- | ---- | ----- |
| 1   | SC Corinthians Paulista | 10    | 5  | 3   | 2   | 13  | 18   | 14    |
| 2   | CR Flamengo             | 10    | 4  | 4   | 2   | 12  | 16   | 11    |
| 3   | Grêmio Porto Alegre     | 10    | 4  | 4   | 2   | 12  | 12   | 9     |
| 4   | Sport Recife            | 10    | 3  | 4   | 3   | 10  | 11   | 16    |
| 5   | Criciúma                | 10    | 2  | 5   | 3   | 9   | 14   | 11    |
| 6   | CA Bragantino           | 10    | 1  | 2   | 7   | 4   | 8    | 18    |

Grupa B
| Poz | Klub             | Mecze | Zw | Rem | Por | Pkt | BrZd | BrStr |
| --- | ---------------- | ----- | -- | --- | --- | --- | ---- | ----- |
| 1   | Botafogo FR      | 10    | 5  | 2   | 3   | 12  | 16   | 12    |
| 2   | Paysandu SC      | 10    | 5  | 2   | 3   | 12  | 14   | 13    |
| 3   | São Paulo        | 10    | 3  | 5   | 2   | 11  | 11   | 10    |
| 4   | Portuguesa       | 10    | 2  | 6   | 2   | 10  | 04   | 04    |
| 5   | Atlético Mineiro | 10    | 2  | 4   | 4   | 8   | 08   | 10    |
| 6   | EC Vitória       | 10    | 1  | 5   | 4   | 7   | 09   | 13    |

Grupa C
| Poz | Klub             | Mecze | Zw | Rem | Por | Pkt | BrZd | BrStr |
| --- | ---------------- | ----- | -- | --- | --- | --- | ---- | ----- |
| 1   | Guarani FC       | 10    | 7  | 1   | 2   | 15  | 17   | 7     |
| 2   | Santos FC        | 10    | 6  | 2   | 2   | 14  | 16   | 8     |
| 3   | CR Vasco da Gama | 10    | 4  | 3   | 3   | 11  | 12   | 9     |
| 4   | EC Bahia         | 10    | 4  | 3   | 3   | 11  | 11   | 13    |
| 5   | Clube do Remo    | 10    | 2  | 1   | 7   | 5   | 5    | 15    |
| 6   | Cruzeiro EC      | 10    | 1  | 2   | 7   | 4   | 7    | 16    |

Grupa D
| Poz | Klub              | Mecze | Zw | Rem | Por | Pkt | BrZd | BrStr |
| --- | ----------------- | ----- | -- | --- | --- | --- | ---- | ----- |
| 1   | SE Palmeiras      | 10    | 9  | 1   | 0   | 19  | 26   | 7     |
| 2   | Fluminense FC     | 10    | 4  | 2   | 4   | 10  | 14   | 15    |
| 3   | Paraná Clube      | 10    | 3  | 3   | 4   | 9   | 15   | 18    |
| 4   | SC Internacional  | 10    | 3  | 2   | 5   | 8   | 14   | 13    |
| 5   | União São João EC | 10    | 3  | 2   | 5   | 8   | 10   | 14    |
| 6   | Náutico           | 10    | 1  | 4   | 5   | 6   | 7    | 19    |

### Drugi etap
W drugim etapie 16 najlepszych klubów z pierwszego etapu podzielono na dwie grupy – E i F. W grupie E znalazły się zespoły, które zajęły 1 lub 3. miejsce w grupach A i C oraz 2 lub 4. miejsce w grupach B i D. Natomiast w grupie F znalazły się kluby, które w grupach A i C zajęły miejsce 2 lub 4, a w grupach B i D – miejsce 1 lub 3. Pozostałe 8 klubów, które zajęły w swoich grupach dwa ostatnie miejsca utworzyło tzw. grupę kwalifikacyjną. Kluby, które wygrały swoje grupy w pierwszym etapie otrzymały dodatkowy bonus w postaci 1 punktu.
Drugi etap podzielono na dwie rundy. W pierwszej rundzie kluby z grup E i F grały ze sobą systemem każdy z każdym po jednym meczu. Natomiast w drugiej rundzie kluby z grupy E grały po jednym meczu tylko z klubami z grupy F. Do trzeciego etapu mistrzostw Brazylii awansowało 8 klubów – mistrzowie grup E i F z każdej rundy (razem 4 kluby), dwa najlepsze kluby z tabeli sumarycznej drugiego etapu oraz dwa najlepsze kluby z grupy kwalifikacyjnej.
Dwa najsłabsze kluby w grupie kwalifikacyjnej spadły do drugiej ligi brazylijskiej (Campeonato Brasileiro Série B).

#### Runda 1 – Kolejka 1
Grupa E
| Data                | Mecz                                                                                          |
| ------------------- | --------------------------------------------------------------------------------------------- |
| 1 października 1994 | Fluminense FC – SC Corinthians Paulista 1:3 Luís Antônio – Viola, Marques, Marcelinho Carioca |
| 2 października 1994 | Guarani FC – SC Internacional 0:0                                                             |
| 2 października 1994 | Grêmio Porto Alegre – Portuguesa 2:1 Ayupe, Fabinho – Caio                                    |
| 5 października 1994 | Paysandu SC – CR Vasco da Gama 1:0 Oberdan                                                    |

Grupa F
| Data                 | Mecz                                                         |
| -------------------- | ------------------------------------------------------------ |
| 1 października 1994  | SE Palmeiras – Sport Recife 1:0 Sandro s                     |
| 2 października 1994  | CR Flamengo – Santos FC 1:1 Nélio – Índio                    |
| 2 października 1994  | EC Bahia – Paraná Clube 1:1 Zé Roberto – Carlos Alberto Dias |
| 14 października 1994 | São Paulo – Botafogo FR 1:0 Júnior Baiano                    |

Grupa kwalifikacyjna
| Data                | Mecz                                                             |
| ------------------- | ---------------------------------------------------------------- |
| 2 października 1994 | EC Vitória – Náutico 2:0 Everaldo, Ramón Menezes                 |
| 2 października 1994 | Cruzeiro EC – Criciúma 3:0 Roberto Gaúcho, Jean Carlo, Nonato    |
| 5 października 1994 | Atlético Mineiro – União São João EC 3:0 Carlos, Reinaldo, Darci |
| 6 października 1994 | Clube do Remo – CA Bragantino 0:3 Sílvio (2), Ludo               |

#### Runda 1 – Kolejka 2
Grupa E
| Data                | Mecz                                                                               |
| ------------------- | ---------------------------------------------------------------------------------- |
| 8 października 1994 | Portuguesa – Guarani FC 1:1 Aritana – Cláudio                                      |
| 9 października 1994 | SC Corinthians Paulista – Grêmio Porto Alegre 3:0 Viola, Marques, Casagrande       |
| 9 października 1994 | Fluminense FC – CR Vasco da Gama 0:0                                               |
| 9 października 1994 | SC Internacional – Paysandu SC 3:1 Argel, Luís Fernando Gomes, Augusto s – Augusto |

Grupa F
| Data                | Mecz                                                                    |
| ------------------- | ----------------------------------------------------------------------- |
| 27 września 1994    | Botafogo FR – EC Bahia 1:1 Túlio – Lima                                 |
| 8 października 1994 | SE Palmeiras – Paraná Clube 1:0 Antônio Carlos                          |
| 8 października 1994 | Santos FC – São Paulo 2:3 Cafu s, Moisés – Júnior Baiano, André, Aílton |
| 8 października 1994 | Sport Recife – CR Flamengo 1:0 Ataíde                                   |

Grupa kwalifikacyjna
| Data                | Mecz                                                        |
| ------------------- | ----------------------------------------------------------- |
| 9 października 1994 | Cruzeiro EC – EC Vitória 2:1 Nonato, Macalé – Ramón Menezes |
| 9 października 1994 | Náutico – Clube do Remo 0:1 Helinho                         |
| 9 października 1994 | Criciúma – Atlético Mineiro 2:0 Betinho, Jairo Lenzi        |
| 9 października 1994 | CA Bragantino – União São João EC 1:0 Sílvio                |

#### Runda 1 – Kolejka 3
Grupa E
| Data                 | Mecz                                                                               |
| -------------------- | ---------------------------------------------------------------------------------- |
| 12 października 1994 | SC Internacional – Fluminense FC 3:2 Dinei, Caíco, Luís Carlos Winck – Wallace (2) |
| 12 października 1994 | Guarani FC – SC Corinthians Paulista 2:1 Cláudio, Amoroso – Marcelinho Carioca     |
| 19 października 1994 | CR Vasco da Gama – Portuguesa 1:0 Pedro Renato                                     |
| 19 października 1994 | Paysandu SC – Grêmio Porto Alegre 1:0 Antônio Carlos                               |

Grupa F
| Data                 | Mecz                                                |
| -------------------- | --------------------------------------------------- |
| 12 października 1994 | Paraná Clube – Sport Recife 0:0                     |
| 22 października 1994 | Santos FC – Botafogo FR 2:0 Guga, Marcelo Fernandes |
| 22 października 1994 | CR Flamengo – SE Palmeiras 2:0 Sávio (2)            |
| 23 października 1994 | São Paulo – EC Bahia 1:1 Júnior Baiano – Zé Roberto |

Grupa kwalifikacyjna
| Data                 | Mecz                                                 |
| -------------------- | ---------------------------------------------------- |
| 12 października 1994 | EC Vitória – Clube do Remo 0:1 Chicão                |
| 16 października 1994 | Atlético Mineiro – CA Bragantino 1:1 Éder – Ludo     |
| 16 października 1994 | Náutico – Cruzeiro EC 2:0 Alex (2)                   |
| 16 października 1994 | União São João EC – Criciúma 1:1 Chiquinho – Betinho |

#### Runda 1 – Kolejka 4
Grupa E
| Data                 | Mecz                                                                       |
| -------------------- | -------------------------------------------------------------------------- |
| 12 października 1994 | Portuguesa – Paysandu SC 1:0 Aritana                                       |
| 15 października 1994 | SC Corinthians Paulista – CR Vasco da Gama 2:1 Célio Silva, Viola – França |
| 15 października 1994 | Fluminense FC – Guarani FC 1:2 Ézio – Amoroso, Luizão                      |
| 16 października 1994 | Grêmio Porto Alegre – SC Internacional 1:1 Agnaldo – Nando                 |

Grupa F
| Data                 | Mecz                                                                        |
| -------------------- | --------------------------------------------------------------------------- |
| 15 października 1994 | EC Bahia – SE Palmeiras 1:1 Paulo Emílio – Roberto Carlos                   |
| 16 października 1994 | Paraná Clube – São Paulo 2:2 Carlos Alberto Dias, Adoílson – Müller, Aílton |
| 16 października 1994 | Botafogo FR – CR Flamengo 1:0 Juninho                                       |
| 16 października 1994 | Santos FC – Sport Recife 2:2 Guga, Paulinho Kobayashi – Sandro, Fábio       |

Grupa kwalifikacyjna
| Data                 | Mecz                                                                                         |
| -------------------- | -------------------------------------------------------------------------------------------- |
| 19 października 1994 | CA Bragantino – Criciúma 4:1 Omar s, Ronaldo Alfredo, Edílson, João Santos – Cacaio          |
| 20 października 1994 | União São João EC – EC Vitória 4:2 Alexandre, Neizinho, Glauco, Cláudio Moura – Everaldo (2) |
| 20 października 1994 | Atlético Mineiro – Náutico 1:0 Renaldo                                                       |
| 1 listopada 1994     | Clube do Remo – Cruzeiro EC 0:0                                                              |

#### Runda 1 – Kolejka 5
Grupa E
| Data                 | Mecz                                                                                            |
| -------------------- | ----------------------------------------------------------------------------------------------- |
| 23 października 1994 | SC Corinthians Paulista – Portuguesa 2:1 Souza, Marcelinho Carioca – Simão                      |
| 23 października 1994 | Grêmio Porto Alegre – Guarani FC 1:2 Ciro – Amoroso (2)                                         |
| 23 października 1994 | CR Vasco da Gama – SC Internacional 5:2 Preto (2), Valdir, Gian, Alex s – Nando, Mazinho Loiola |
| 23 października 1994 | Paysandu SC – Fluminense FC 0:0                                                                 |

Grupa F
| Data                 | Mecz                                                                          |
| -------------------- | ----------------------------------------------------------------------------- |
| 22 października 1994 | SE Palmeiras – Santos FC 2:0 Zinho, Evair                                     |
| 22 października 1994 | Botafogo FR – Paraná Clube 3:2 Túlio (2), Juninho – Nei Santos, Gílson Batata |
| 22 października 1994 | Sport Recife – EC Bahia 2:1 Sandro, Dedé – Raudinei                           |
| 28 października 1994 | São Paulo – CR Flamengo 3:0 Júnior Baiano, Toninho, Catê                      |

Grupa kwalifikacyjna
| Data                 | Mecz                                                                              |
| -------------------- | --------------------------------------------------------------------------------- |
| 22 października 1994 | Clube do Remo – Criciúma 2:2 Luís Carlos Goiano, Chicão – Alexandre Lopes, Cacaio |
| 23 października 1994 | Atlético Mineiro – Cruzeiro EC 1:0 Renaldo                                        |
| 23 października 1994 | CA Bragantino – EC Vitória 0:1 Ramón Menezes                                      |
| 23 października 1994 | União São João EC – Náutico 1:0 Cláudio Moura                                     |

#### Runda 1 – Kolejka 6
Grupa E
| Data                 | Mecz                                                                           |
| -------------------- | ------------------------------------------------------------------------------ |
| 26 października 1994 | SC Internacional – SC Corinthians Paulista 0:0                                 |
| 26 października 1994 | CR Vasco da Gama – Grêmio Porto Alegre 0:2 Ciro (2)                            |
| 26 października 1994 | Guarani FC – Paysandu SC 2:2 Amoroso, Jean Carlos – Flávio Goiano, Reginaldo s |
| 27 października 1994 | Fluminense FC – Portuguesa 2:1 Djair (2) – Caio                                |

Grupa F
| Data                 | Mecz                                                                         |
| -------------------- | ---------------------------------------------------------------------------- |
| 26 października 1994 | SE Palmeiras – Botafogo FR 1:0 Rivaldo                                       |
| 26 października 1994 | Paraná Clube – CR Flamengo 0:0                                               |
| 26 października 1994 | EC Bahia – Santos FC 3:2 Uéslei (3) – Guga, Paulinho Kobayashi               |
| 1 listopada 1994     | Sport Recife – São Paulo 5:2 Fábio (2), Dedé, Leonardo, Juninho – Axel, Caio |

Grupa kwalifikacyjna
| Data                 | Mecz                                                                                    |
| -------------------- | --------------------------------------------------------------------------------------- |
| 26 października 1994 | Criciúma – EC Vitória 2:2 Omar, Betinho – Gil Baiano, Dão                               |
| 26 października 1994 | Náutico – CA Bragantino 2:0 Alex, Niquinha                                              |
| 27 października 1994 | Atlético Mineiro – Clube do Remo 2:1 Renaldo, Adílson – Chicão                          |
| 28 października 1994 | Cruzeiro EC – União São João EC 3:2 Rogério, Macalé, Roberto Gaúcho – Glauco, Alexandre |

#### Runda 1 – Kolejka 7
Grupa E
| Data                 | Mecz                                                                                 |
| -------------------- | ------------------------------------------------------------------------------------ |
| 29 października 1994 | SC Corinthians Paulista – Paysandu SC 2:1 Marcelinho Carioca, Souza – Antônio Carlos |
| 29 października 1994 | Guarani FC – CR Vasco da Gama 2:0 Amoroso, Edu Lima                                  |
| 30 października 1994 | Portuguesa – SC Internacional 1:0 Simão                                              |
| 30 października 1994 | Grêmio Porto Alegre – Fluminense FC 3:1 Carlinhos (2), Ciro – Leonardo               |

Grupa F
| Data                 | Mecz                                                                         |
| -------------------- | ---------------------------------------------------------------------------- |
| 29 października 1994 | Botafogo FR – Sport Recife 2:5 Túlio, Jéferson – Zinho (3), Sandro, Leonardo |
| 30 października 1994 | São Paulo – SE Palmeiras 2:2 Müller, Cafu – Edmundo (2)                      |
| 30 października 1994 | CR Flamengo – EC Bahia 0:1 Zé Roberto                                        |
| 30 października 1994 | Santos FC – Paraná Clube 1:0 Giovanni                                        |

Grupa kwalifikacyjna
| Data                 | Mecz                                             |
| -------------------- | ------------------------------------------------ |
| 30 października 1994 | CA Bragantino – Cruzeiro EC 1:0 Josicler         |
| 30 października 1994 | EC Vitória – Atlético Mineiro 1:0 Ramón Menezes  |
| 30 października 1994 | Criciúma – Náutico 2:1 Wílson, Betinho – Naílson |
| 30 października 1994 | União São João EC – Clube do Remo 0:0            |

#### Runda 1 – Tabele
Grupa E
| Poz | Klub                    | Mecze | Zw | Rem | Por | Pkt | BrZd | BrStr |
| --- | ----------------------- | ----- | -- | --- | --- | --- | ---- | ----- |
| 1   | SC Corinthians Paulista | 7     | 5  | 1   | 1   | 12  | 13   | 6     |
| 2   | Guarani FC              | 7     | 4  | 3   | 0   | 12  | 11   | 6     |
| 3   | Grêmio Porto Alegre     | 7     | 3  | 1   | 3   | 7   | 9    | 9     |
| 4   | SC Internacional        | 7     | 2  | 3   | 2   | 7   | 9    | 10    |
| 5   | Paysandu SC             | 7     | 2  | 2   | 3   | 6   | 6    | 8     |
| 6   | CR Vasco da Gama        | 7     | 2  | 1   | 4   | 5   | 7    | 9     |
| 7   | Portuguesa              | 7     | 2  | 1   | 4   | 5   | 6    | 8     |
| 8   | Fluminense FC           | 7     | 1  | 2   | 4   | 4   | 7    | 12    |

Grupa F
| Poz | Klub         | Mecze | Zw | Rem | Por | Pkt | BrZd | BrStr |
| --- | ------------ | ----- | -- | --- | --- | --- | ---- | ----- |
| 1   | SE Palmeiras | 7     | 4  | 2   | 1   | 11  | 8    | 5     |
| 2   | Sport Recife | 7     | 4  | 2   | 1   | 10  | 15   | 8     |
| 3   | São Paulo    | 7     | 3  | 3   | 1   | 9   | 14   | 12    |
| 4   | EC Bahia     | 7     | 2  | 4   | 1   | 8   | 9    | 8     |
| 5   | Santos FC    | 7     | 2  | 2   | 3   | 6   | 10   | 11    |
| 6   | Botafogo FR  | 7     | 2  | 1   | 4   | 6   | 7    | 12    |
| 7   | CR Flamengo  | 7     | 1  | 2   | 4   | 4   | 3    | 7     |
| 8   | Paraná Clube | 7     | 0  | 4   | 3   | 4   | 5    | 8     |

#### Runda 2 – Kolejka 1
Mecze międzygrupowe E-F
| Data              | Mecz                                                   |
| ----------------- | ------------------------------------------------------ |
| 2 listopada 1994  | Paraná Clube – SC Corinthians Paulista 0:0             |
| 2 listopada 1994  | Paysandu SC – Santos FC 0:1 Marcelo Fernandes          |
| 2 listopada 1994  | EC Bahia – Fluminense FC 1:1 Zé Roberto – Luís Antônio |
| 2 listopada 1994  | Portuguesa – CR Flamengo 3:0 Paulinho, Tiba, Caio      |
| 2 listopada 1994  | SE Palmeiras – Guarani FC 0:1 Amoroso                  |
| 3 listopada 1994  | SC Internacional – Sport Recife 1:0 Leandro            |
| 3 listopada 1994  | CR Vasco da Gama – São Paulo 2:0 Gian, Valdir          |
| 28 listopada 1994 | Botafogo FR – Grêmio Porto Alegre 1:0 Juninho          |

Grupa kwalifikacyjna
| Data              | Mecz                                             |
| ----------------- | ------------------------------------------------ |
| 2 listopada 1994  | EC Vitória – CA Bragantino 0:2 Edílson (2)       |
| 3 listopada 1994  | Clube do Remo – União São João EC 0:0            |
| 3 listopada 1994  | Náutico – Criciúma 3:1 Alex (3) – Paulo da Pinta |
| 23 listopada 1994 | Cruzeiro EC – Atlético Mineiro 0:1 Reinaldo      |

#### Runda 2 – Kolejka 2
Mecze międzygrupowe E-F
| Data             | Mecz                                                                                          |
| ---------------- | --------------------------------------------------------------------------------------------- |
| 5 listopada 1994 | Fluminense FC – SE Palmeiras 4:1 Ézio (2), Djair, Wallace – Rivaldo                           |
| 5 listopada 1994 | Santos FC – CR Vasco da Gama 3:0 Neto, Macedo, Paulinho Kobayashi                             |
| 5 listopada 1994 | Grêmio Porto Alegre – Paraná Clube 1:3 Agnaldo – Carlos Alberto Dias, Adoílson, Paulo Miranda |
| 6 listopada 1994 | São Paulo – Paysandu SC 4:0 Aílton (2), Catê, Caio                                            |
| 6 listopada 1994 | SC Corinthians Paulista – Botafogo FR 0:2 Túlio, Jéferson                                     |
| 6 listopada 1994 | CR Flamengo – SC Internacional 1:2 Paulo Nunes – Leandro (2)                                  |
| 6 listopada 1994 | Guarani FC – EC Bahia 2:0 Luizão (2)                                                          |
| 6 listopada 1994 | Sport Recife – Portuguesa 0:3 Tiba, Caio, Paulinho                                            |

Grupa kwalifikacyjna
| Data             | Mecz                                                                  |
| ---------------- | --------------------------------------------------------------------- |
| 6 listopada 1994 | Cruzeiro EC – CA Bragantino 1:1 Jean Carlo – Alberto                  |
| 6 listopada 1994 | Clube do Remo – Atlético Mineiro 0:6 Reinaldo (4), Renaldo, Zé Carlos |
| 6 listopada 1994 | EC Vitória – Criciúma 1:0 Dão                                         |
| 6 listopada 1994 | Náutico – União São João EC 0:1 Cláudio Moura                         |

#### Runda 2 – Kolejka 3
Mecze międzygrupowe E-F
| Data              | Mecz                                                                   |
| ----------------- | ---------------------------------------------------------------------- |
| 8 listopada 1994  | Grêmio Porto Alegre – SE Palmeiras 1:1 Ayupe – Flávio Conceição        |
| 9 listopada 1994  | São Paulo – Portuguesa 0:2 Tiba, Paulinho                              |
| 9 listopada 1994  | Sport Recife – CR Vasco da Gama 0:0                                    |
| 9 listopada 1994  | Santos FC – SC Internacional 1:0 Macedo                                |
| 9 listopada 1994  | Fluminense FC – Botafogo FR 2:2 Ézio, Djair – Túlio (2)                |
| 9 listopada 1994  | SC Corinthians Paulista – EC Bahia 2:2 Henrique, Marques – Marcelo (2) |
| 9 listopada 1994  | Guarani FC – Paraná Clube 4:1 Amoroso (3), Luizão – Claudinho          |
| 10 listopada 1994 | CR Flamengo – Paysandu SC 0:0                                          |

Grupa kwalifikacyjna
| Data              | Mecz                                                         |
| ----------------- | ------------------------------------------------------------ |
| 9 listopada 1994  | Náutico – Atlético Mineiro 0:0                               |
| 9 listopada 1994  | Criciúma – Cruzeiro EC 1:0 Jairo Lenzi                       |
| 9 listopada 1994  | EC Vitória – União São João EC 1:1 Pichetti – Carlos Roberto |
| 10 listopada 1994 | CA Bragantino – Clube do Remo 2:0 Ludo (2)                   |

#### Runda 2 – Kolejka 4
Mecze międzygrupowe E-F
| Data              | Mecz                                                                            |
| ----------------- | ------------------------------------------------------------------------------- |
| 12 listopada 1994 | SC Internacional – São Paulo 0:1 Aílton                                         |
| 12 listopada 1994 | Portuguesa – Santos FC 0:0                                                      |
| 12 listopada 1994 | Paraná Clube – Fluminense FC 4:1 Adoílson (2), Denílson, Tadeu – Antônio Carlos |
| 13 listopada 1994 | CR Vasco da Gama – CR Flamengo 1:1 Valdir – Gélson                              |
| 13 listopada 1994 | SE Palmeiras – SC Corinthians Paulista 4:1 Evair (3), Zinho – Daniel            |
| 13 listopada 1994 | Botafogo FR – Guarani FC 1:1 Túlio – Luizão                                     |
| 13 listopada 1994 | Paysandu SC – Sport Recife 1:1 Chiquinho – Sérgio Luiz                          |
| 13 listopada 1994 | EC Bahia – Grêmio Porto Alegre 2:0 Rivelino, Marcelo                            |

Grupa kwalifikacyjna
| Data              | Mecz                                                                      |
| ----------------- | ------------------------------------------------------------------------- |
| 13 listopada 1994 | Cruzeiro EC – Clube do Remo 1:5 Mário Tilico – Helinho (4), Cuca          |
| 13 listopada 1994 | CA Bragantino – Atlético Mineiro 2:2 Alberto, Edílson – Zé Carlos, Valdir |
| 23 listopada 1994 | Náutico – EC Vitória 1:0 Lúcio Surubim                                    |
| 23 listopada 1994 | Criciúma – União São João EC 3:1 Betinho, Cacaio, Miranda – Vágner        |

#### Runda 2 – Kolejka 5
Mecze międzygrupowe E-F
| Data              | Mecz                                                              |
| ----------------- | ----------------------------------------------------------------- |
| 16 listopada 1994 | CR Flamengo – Fluminense FC 0:3 Ézio (2), Luís Henrique           |
| 16 listopada 1994 | São Paulo – Grêmio Porto Alegre 3:1 Aílton (2), Axel – Leônidas   |
| 16 listopada 1994 | Paysandu SC – Botafogo FR 0:1 Perivaldo                           |
| 16 listopada 1994 | SC Internacional – EC Bahia 0:0                                   |
| 16 listopada 1994 | Sport Recife – Guarani FC 0:2 Sandoval, Amoroso                   |
| 16 listopada 1994 | Santos FC – SC Corinthians Paulista 1:2 Neto – Marques, Tupãzinho |
| 17 listopada 1994 | Portuguesa – SE Palmeiras 3:1 Caio, Paulinho, Edinam – Alex Alves |
| 28 listopada 1994 | CR Vasco da Gama – Paraná Clube 1:0 Jardel                        |

Grupa kwalifikacyjna
| Data              | Mecz                                                                   |
| ----------------- | ---------------------------------------------------------------------- |
| 16 listopada 1994 | Criciúma – Clube do Remo 2:1 Betinho, Marcos Gaúcho – Helinho          |
| 16 listopada 1994 | União São João EC – CA Bragantino 0:0                                  |
| 16 listopada 1994 | Atlético Mineiro – EC Vitória 2:2 Renaldo, Valdir – Ramón Menezes, Dão |
| 17 listopada 1994 | Cruzeiro EC – Náutico 2:0 Toninho Cerezo, Roberto Gaúcho               |

#### Runda 2 – Kolejka 6
Mecze międzygrupowe E-F
| Data              | Mecz                                                                                |
| ----------------- | ----------------------------------------------------------------------------------- |
| 19 listopada 1994 | Grêmio Porto Alegre – CR Flamengo 0:1 Nélio                                         |
| 19 listopada 1994 | Guarani FC – São Paulo 1:0 Amoroso                                                  |
| 20 listopada 1994 | Botafogo FR – Portuguesa 5:2 Túlio (2), Mauricinho (2), Sérgio Manoel – Aritana (2) |
| 20 listopada 1994 | Fluminense FC – Santos FC 0:1 Macedo                                                |
| 20 listopada 1994 | SC Corinthians Paulista – Sport Recife 0:3 Zinho (2), Leonardo                      |
| 20 listopada 1994 | SE Palmeiras – CR Vasco da Gama 3:0 Zinho, Rivaldo, Evair                           |
| 20 listopada 1994 | EC Bahia – Paysandu SC 3:0 Marcelo (2), Uéslei                                      |
| 20 listopada 1994 | Paraná Clube – SC Internacional 0:0                                                 |

Grupa kwalifikacyjna
| Data              | Mecz                                                                                      |
| ----------------- | ----------------------------------------------------------------------------------------- |
| 20 listopada 1994 | Clube do Remo – EC Vitória 0:1 Ramón Menezes                                              |
| 20 listopada 1994 | União São João EC – Cruzeiro EC 2:3 Chiquinho, Vágner – Rogério, Cleisson, Toninho Cerezo |
| 20 listopada 1994 | CA Bragantino – Náutico 1:0 Maurinho                                                      |
| 20 listopada 1994 | Atlético Mineiro – Criciúma 2:1 Adílson, Éder – Wílson                                    |

#### Runda 2 – Kolejka 7
Mecze międzygrupowe E-F
| Data              | Mecz                                                         |
| ----------------- | ------------------------------------------------------------ |
| 23 listopada 1994 | SC Corinthians Paulista – São Paulo 1:2 Pinga – Cafu, Sierra |
| 23 listopada 1994 | Grêmio Porto Alegre – Santos FC 1:0 Jaques                   |
| 23 listopada 1994 | Paraná Clube – Paysandu SC 1:0 Nei Júnior                    |
| 23 listopada 1994 | Guarani FC – CR Flamengo 0:0                                 |
| 23 listopada 1994 | Fluminense FC – Sport Recife 1:0 Leonardo                    |
| 23 listopada 1994 | SE Palmeiras – SC Internacional 1:1 Rivaldo – Caíco          |
| 23 listopada 1994 | EC Bahia – Portuguesa 2:1 Uéslei, Marcelo – Simão            |
| 23 listopada 1994 | Botafogo FR – CR Vasco da Gama 0:0                           |

Grupa kwalifikacyjna
| Data              | Mecz                                                                              |
| ----------------- | --------------------------------------------------------------------------------- |
| 27 listopada 1994 | EC Vitória – Cruzeiro EC 2:0 Ramón Menezes, Gil                                   |
| 27 listopada 1994 | Clube do Remo – Náutico 2:0 Mauro, Cuca                                           |
| 27 listopada 1994 | União São João EC – Atlético Mineiro 3:1 Cleomar (2), Chiquinho – Gaúcho          |
| 27 listopada 1994 | Criciúma – CA Bragantino 2:2 Paulo da Pinta, Alexandre Lopes – Maurinho, Donizete |

#### Runda 2 – Kolejka 8
Mecze międzygrupowe E-F
| Data              | Mecz                                                                          |
| ----------------- | ----------------------------------------------------------------------------- |
| 26 listopada 1994 | Santos FC – Guarani FC 3:0 Macedo, Ranielli, Guga                             |
| 26 listopada 1994 | SC Internacional – Botafogo FR 0:1 Marcelo                                    |
| 27 listopada 1994 | Paysandu SC – SE Palmeiras 1:0 Antônio Carlos                                 |
| 27 listopada 1994 | Portuguesa – Paraná Clube 2:0 Caio, Simão                                     |
| 27 listopada 1994 | CR Vasco da Gama – EC Bahia 0:0                                               |
| 27 listopada 1994 | Sport Recife – Grêmio Porto Alegre 1:2 Juninho – Agnaldo, Émerson             |
| 27 listopada 1994 | São Paulo – Fluminense FC 4:2 Aílton, Cafu, Alemão, Palhinha – Ézio, Leonardo |
| 27 listopada 1994 | CR Flamengo – SC Corinthians Paulista 2:0 Nélio, Magno                        |

#### Runda 2 – Tabele
Grupa E
| Poz | Klub                    | Mecze | Zw | Rem | Por | Pkt | BrZd | BrStr |
| --- | ----------------------- | ----- | -- | --- | --- | --- | ---- | ----- |
| 1   | Guarani FC              | 8     | 5  | 2   | 1   | 12  | 11   | 5     |
| 2   | Portuguesa              | 8     | 5  | 1   | 2   | 11  | 16   | 8     |
| 3   | Fluminense FC           | 8     | 3  | 2   | 3   | 8   | 14   | 13    |
| 4   | CR Vasco da Gama        | 8     | 2  | 4   | 2   | 8   | 4    | 7     |
| 5   | SC Internacional        | 8     | 2  | 3   | 3   | 7   | 4    | 5     |
| 6   | Grêmio Porto Alegre     | 8     | 2  | 1   | 5   | 5   | 6    | 12    |
| 7   | Paysandu SC             | 8     | 1  | 2   | 5   | 4   | 2    | 11    |
| 8   | SC Corinthians Paulista | 8     | 1  | 2   | 5   | 4   | 6    | 16    |

Grupa F
| Poz | Klub         | Mecze | Zw | Rem | Por | Pkt | BrZd | BrStr |
| --- | ------------ | ----- | -- | --- | --- | --- | ---- | ----- |
| 1   | Botafogo FR  | 8     | 5  | 3   | 0   | 13  | 13   | 5     |
| 2   | Santos FC    | 8     | 5  | 1   | 2   | 11  | 10   | 3     |
| 3   | São Paulo    | 8     | 5  | 0   | 3   | 10  | 14   | 9     |
| 4   | EC Bahia     | 8     | 3  | 4   | 1   | 10  | 10   | 6     |
| 5   | Paraná Clube | 8     | 3  | 2   | 3   | 8   | 9    | 9     |
| 6   | CR Flamengo  | 8     | 2  | 3   | 3   | 7   | 5    | 9     |
| 7   | SE Palmeiras | 8     | 2  | 2   | 4   | 6   | 11   | 12    |
| 8   | Sport Recife | 8     | 1  | 2   | 5   | 4   | 5    | 10    |

Grupa kwalifikacyjna
| Poz | Klub              | Mecze | Zw | Rem | Por | Pkt | BrZd | BrStr |
| --- | ----------------- | ----- | -- | --- | --- | --- | ---- | ----- |
| 1   | CA Bragantino     | 14    | 7  | 5   | 2   | 19  | 20   | 10    |
| 2   | Atlético Mineiro  | 14    | 7  | 4   | 3   | 18  | 22   | 13    |
| 3   | EC Vitória        | 14    | 6  | 3   | 5   | 15  | 16   | 15    |
| 4   | Criciúma          | 14    | 5  | 4   | 5   | 14  | 20   | 23    |
| 5   | União São João EC | 14    | 4  | 5   | 5   | 13  | 16   | 18    |
| 6   | Cruzeiro EC       | 14    | 5  | 2   | 7   | 12  | 15   | 19    |
| 7   | Clube do Remo     | 14    | 4  | 4   | 6   | 12  | 13   | 19    |
| 8   | Náutico           | 14    | 4  | 1   | 9   | 9   | 9    | 14    |

Tabela sumaryczna obejmujące obie rundy grup E i F
| Poz | Klub                    | Mecze | Zw | Rem | Por | Pkt | BrZd | BrStr |
| --- | ----------------------- | ----- | -- | --- | --- | --- | ---- | ----- |
| 1   | Guarani FC              | 15    | 9  | 5   | 1   | 24  | 22   | 11    |
| 2   | São Paulo               | 15    | 8  | 3   | 4   | 19  | 28   | 21    |
| 3   | Botafogo FR             | 15    | 7  | 4   | 4   | 19  | 20   | 17    |
| 4   | EC Bahia                | 15    | 5  | 8   | 2   | 18  | 19   | 14    |
| 5   | Santos FC               | 15    | 7  | 3   | 5   | 17  | 20   | 14    |
| 6   | SE Palmeiras            | 15    | 6  | 4   | 5   | 17  | 19   | 17    |
| 7   | Portuguesa              | 15    | 7  | 2   | 6   | 16  | 22   | 16    |
| 8   | SC Corinthians Paulista | 15    | 6  | 3   | 6   | 16  | 19   | 22    |
| 9   | Sport Recife            | 15    | 5  | 4   | 6   | 14  | 20   | 18    |
| 10  | SC Internacional        | 15    | 4  | 6   | 5   | 14  | 13   | 15    |
| 11  | CR Vasco da Gama        | 15    | 4  | 5   | 6   | 13  | 11   | 16    |
| 12  | Grêmio Porto Alegre     | 15    | 5  | 2   | 8   | 12  | 15   | 21    |
| 13  | Fluminense FC           | 15    | 4  | 4   | 7   | 12  | 21   | 25    |
| 14  | Paraná Clube            | 15    | 3  | 6   | 6   | 12  | 14   | 17    |
| 15  | CR Flamengo             | 15    | 3  | 5   | 7   | 11  | 8    | 16    |
| 16  | Paysandu SC             | 15    | 3  | 4   | 8   | 10  | 8    | 19    |

Legenda
|  |                                                          |
|  | Awans do trzeciego etapu                                 |
|  | Awans do trzeciego etapu na podstawie tabeli sumarycznej |
|  | Spadek do II ligi                                        |

### Trzeci etap

#### 1/4 finału
| CA Bragantino – SC Corinthians Paulista 1:1 i 0:0 1 30.11 1994 1:0 Maurinho 18, 1:1 Tupazinho 90+4 (Estádio do Pacaembu, 26 156 widzów) 2 4.12 1994 (Estádio do Morumbi, 35 802 widzów)                                                                            |
| São Paulo – Guarani FC 1:0 i 2:4 1 30.11 1994 1:0 Palhinha 81 (Estádio do Morumbi, 21 911 widzów) 2 3.12 1994 0:1 Sandoval 32, 1:1 Ailton 45+2, 1:2 Julio Cesar 65, 1:3 Luisao 71, 2:3 Caio 87, 2:4 Valdeir 89 (Estádio Brinco de Ouro da Princesa, 24 993 widzów) |
| EC Bahia – SE Palmeiras 1:2 i 1:2 1 30.11 1994 0:1 Roberto Carlos, 1:1 Souza 50, 1:2 Maurílio 87 (Estádio Fonte Nova, 69 129 widzów) 2 3.12 1994 0:1 César Sampaio 62, 0:2 Evair 73, 1:2 Rivelino 89 (Estádio do Pacaembu, 23 372 widzów)                          |
| Atlético Mineiro – Botafogo FR 2:0 i 1:2 1 1.12 1994 1:0 Éder 13, 2:0 Darci 39 (Estádio Mineirão, 50 363 widzów) 2 4.12 1994 1:0 Reinaldo 17, 1:1 Marcelo 42, 1:2 Moisés 57 (Estádio do Maracanã, 32 584 widzów)                                                   |

#### 1/2 finału
| Atlético Mineiro – SC Corinthians Paulista 3:2 i 0:1 1 7.12 1994 1:0 Reinaldo 24, 1:1 Branco 42, 1:2 Marcelinho 57, 2:2 Reinaldo 66, 3:2 Reinaldo 88 (Estádio Mineirão, 82 938 widzów) 2 11.12 1994 0:1 Branco 53 (Estádio do Morumbi, 9788 widzów)                       |
| SE Palmeiras – Guarani FC 3:1 i 2:1 1 8.12 1994 0:1 Julio César 37, 1:1 Cléber 38, 2:1 Zinho 80, 3:1 Evair 84 (Estádio do Pacaembu, 43 142 widzów) 2 11.12 1994 1:0 Rivaldo 48, 1:1 Fábio Augusto 85k, 2:1 Rivaldo 88 (Estádio Brinco de Ouro da Princesa, 23 676 widzów) |

### Finał
| SC Corinthians Paulista – SE Palmeiras 1:3 i 1:1 |
| 15 grudnia 1994 São Paulo Estádio do Pacaembu (36 409) SC Corinthians Paulista – SE Palmeiras 1:3 (0:1) Sędzia: Antônio Pereira da Silva Bramki: 0:1 Rivaldo 45, 0:2 Rivaldo 63, 0:3 Edmundo 65, 1:3 Marques 67 Sport Club Corinthians Paulista (trener Jair Pereira): Ronaldo – Paulo Roberto, Pinga (Gralak), Henrique, Branco, Zé Elias, Luisinho, Marcelinho Paulista (Marques), Souza, Marcelinho Carioca, Viola SE Palmeiras (trener Wanderley Luxemburgo): Velloso – Cláudio, Antônio Carlos, Cléber, Roberto Carlos, César Sampaio, Flávio Conceição, Mazinho, Edmundo (Amaral), Evair, Rivaldo              |
| 18 grudnia 1994 São Paulo Estádio do Pacaembu (35 217) SE Palmeiras – SC Corinthians Paulista 1:1 (0:1) Sędzia: Márcio Rezende de Freitas Bramki: 0:1 Marques 3, 1:1 Rivaldo 81 Czerwone kartki: Zinho 52 / Branco 52, Luisinho 64 SE Palmeiras (trener Wanderley Luxemburgo): Velloso – Cláudio, Antônio Carlos, Cléber, Wagner, César Sampaio, Flávio Conceição (Amaral), Mazinho, Edmundo (Tonhão), Evair, Rivaldo Sport Club Corinthians Paulista (trener Jair Pereira): Ronaldo – Paulo Roberto, Gralak, Henrique, Branco, Luisinho, Marcelinho Paulista, Souza (Tupãzinho), Marcelinho Carioca, Viola, Marques |

Mistrzem Brazylii w 1994 roku został klub SE Palmeiras, natomiast klub SC Corinthians Paulista został wicemistrzem Brazylii.

## Końcowa klasyfikacja sezonu 1994
| Poz | Klub                    | Mecze | Zw | Rem | Por | Pkt | BrZd | BrStr |
| --- | ----------------------- | ----- | -- | --- | --- | --- | ---- | ----- |
| 1   | SE Palmeiras            | 31    | 20 | 6   | 5   | 46  | 58   | 30    |
| 2   | SC Corinthians Paulista | 31    | 12 | 9   | 10  | 33  | 43   | 44    |
| 3   | Guarani FC              | 29    | 17 | 6   | 6   | 40  | 45   | 26    |
| 4   | Atlético Mineiro        | 28    | 11 | 8   | 9   | 30  | 36   | 28    |
| 5   | Botafogo FR             | 27    | 13 | 6   | 8   | 32  | 38   | 32    |
| 6   | São Paulo               | 27    | 12 | 8   | 7   | 32  | 42   | 35    |
| 7   | EC Bahia                | 27    | 9  | 11  | 7   | 29  | 32   | 31    |
| 8   | CA Bragantino           | 26    | 8  | 9   | 9   | 25  | 29   | 29    |
| 9   | Santos FC               | 25    | 13 | 5   | 7   | 31  | 36   | 22    |
| 10  | Portuguesa              | 25    | 9  | 8   | 8   | 26  | 26   | 20    |
| 11  | Grêmio Porto Alegre     | 25    | 9  | 6   | 10  | 24  | 27   | 30    |
| 12  | CR Vasco da Gama        | 25    | 8  | 8   | 9   | 24  | 23   | 25    |
| 13  | Sport Recife            | 25    | 8  | 8   | 9   | 24  | 31   | 34    |
| 14  | CR Flamengo             | 25    | 7  | 9   | 9   | 23  | 24   | 27    |
| 15  | Fluminense FC           | 25    | 8  | 6   | 11  | 22  | 35   | 40    |
| 16  | Paysandu SC             | 25    | 8  | 6   | 11  | 22  | 22   | 32    |
| 17  | SC Internacional        | 25    | 7  | 8   | 10  | 22  | 27   | 28    |
| 18  | Paraná Clube            | 25    | 6  | 9   | 10  | 21  | 29   | 35    |
| 19  | EC Vitória              | 24    | 7  | 8   | 9   | 22  | 25   | 28    |
| 20  | Criciúma                | 24    | 7  | 9   | 8   | 23  | 34   | 34    |
| 21  | União São João EC       | 24    | 7  | 7   | 10  | 21  | 26   | 32    |
| 22  | Cruzeiro EC             | 24    | 6  | 4   | 14  | 16  | 22   | 35    |
| 23  | Clube do Remo           | 24    | 6  | 5   | 13  | 17  | 18   | 34    |
| 24  | Náutico                 | 24    | 5  | 5   | 14  | 15  | 16   | 33    |

Do Copa CONMEBOL zakwalifikował się także klub spoza pierwszej ligi – finalista Copa do Brasil Ceará SC.